# Parque para bebés

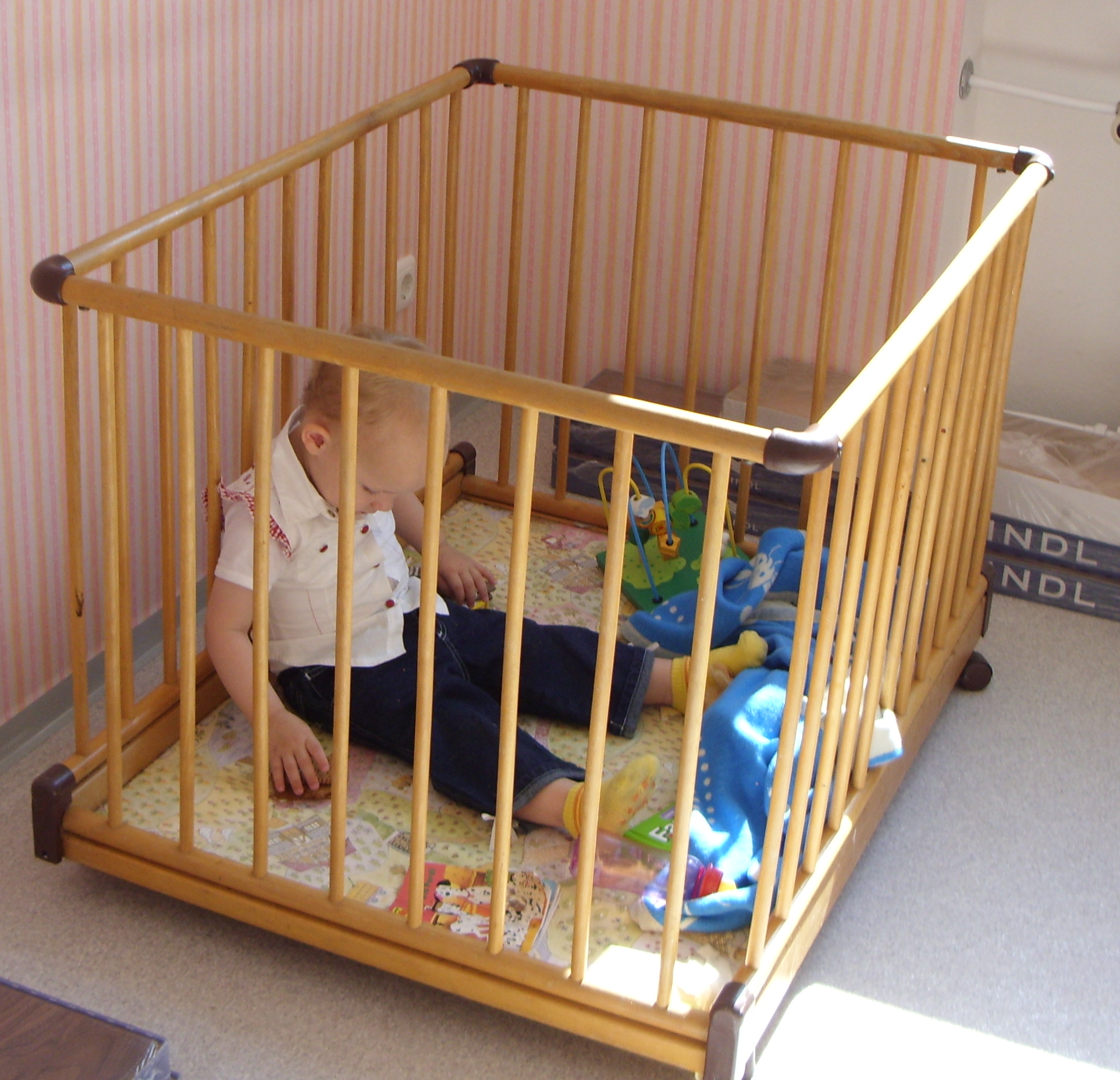
Parque para bebés tradicional

Un parque para bebés o corralito es un recinto, normalmente cuadrado, para que jueguen los bebés con seguridad. Esto es útil cuando la persona a cargo del bebé no puede vigilarlo continuamente.
La mayor parte de los parques son plegables, por lo que pueden transportarse con relativa facilidad y usarse tanto en interior como en exterior. En el suelo del parque suele haber una alfombra.
El primer uso de un parque se cita en el Oxford English Dictionary en 1902. Tradicionalmente eran de madera con barrotes en todo el perímetro, pero actualmente los hay de diversas formas cuyos laterales están protegidos por redes. Además suelen incluir asas para que los bebés que están empezando a levantarse puedan agarrarse.

## Seguridad
- La mayor parte de los fabricantes aconsejan no dejar solo al bebé en el parque.
- Hay que ajustar la estructura correctamente, lo cual se debe comprobar antes de introducir al bebé.
- No usar el parque sin la base.
- Evitar dejar objetos que presenten riesgo de incendio en las cercanías del parque (por ejemplo, una estufa)
- No dejar objetos en el interior a los que el bebé pueda subirse y salir del parque.
- No dejar juguetes que puedan provocar asfixia (sábanas, cojines...) y otros objetos peligrosos.
- Si el parque se sitúa en el exterior, conviene utilizar una mosquitera para proteger al bebé.